# Scale AI
Scale AI (Scale) ist ein Unternehmen im Bereich der Künstlichen Intelligenz (KI) mit Hauptsitz in San Francisco, Kalifornien. Es bietet annotierte Daten an, die für das Training von KI-Anwendungen verwendet werden.

## Hintergrund
Scale wurde 2016 von Alexandr Wang und Lucy Guo gegründet, die zuvor bei Quora tätig waren.
Zu Beginn setzte das Unternehmen auf menschliche Arbeitskraft, um Aufgaben auszuführen, die Algorithmen nicht bewältigen konnten. Dan Levine, Partner bei Accel, bot Scale ein Startkapital in Höhe von 4,5 Millionen US-Dollar sowie seinen Keller als vorübergehenden Firmensitz an. Schon nach wenigen Monaten erkannten Wang und Guo, dass Scale eine zentrale Rolle für Unternehmen aus der autonomen Fahrzeugbranche einnehmen könnte, indem es die Daten ihrer Fahraufnahmen prüfte und annotierte, um KI-Anwendungen zu trainieren. Zu den weiteren Investoren von Scale zählten Dragoneer Investment Group, Tiger Global Management und Index Ventures.
2018 verließ Guo das Unternehmen aufgrund „unterschiedlicher Ansichten zur Produktvision und Roadmap“.
Unternehmen aus der Branche der autonomen Fahrzeuge stellen die Hauptumsatzquelle für Scale dar. Laut einem Pitch Deck aus dem Juni 2019, das Forbes einsehen konnte, strebte Scale damals einen Jahresumsatz von über 40 Millionen US-Dollar an.
Im August 2019 erreichte Scale nach einer Investition von 100 Millionen US-Dollar durch den Founders Fund von Peter Thiel eine Bewertung von über 1 Milliarde US-Dollar und erhielt den Status eines „Unicorns“.
Bis Juli 2021 stieg die Bewertung des Unternehmens auf 7 Milliarden US-Dollar durch die wachsende Nachfrage nach Datenannotation aus verschiedenen Branchen.
Im Januar 2023 entließ Scale 20 % seiner Belegschaft.
Im März 2024 erreichte das Unternehmen fast 13 Milliarden US-Dollar Bewertung, nachdem Accel eine weitere Finanzierungsrunde leitete. Im Mai 2024 sammelte Scale zusätzlich 1 Milliarde US-Dollar von neuen Investoren wie Amazon und Meta Platforms ein, was die Bewertung auf 14 Milliarden US-Dollar erhöhte.
Im Dezember 2024 wurde Scale von einem ehemaligen Mitarbeiter verklagt, der dem Unternehmen vorwarf, Lohnbetrug zu begehen und Arbeitskräfte falsch zu klassifizieren.
Im Juni 2025 beteiligt sich der Facebook-Mutterkonzern Meta mit einem milliardenschweren Investment an dem KI-Datenspezialisten Scale AI und schnappt sich dessen Chef Alexandr Wang für seine KI-Strategie. Laut US-Medienberichten übernimmt Meta für 14,3 Milliarden Dollar einen Anteil von 49 Prozent an dem Start-up.

### Zusammenarbeit mit dem Militär
Scale bedient auch Kunden aus dem Regierungssektor, darunter die Streitkräfte der Vereinigten Staaten. Das Unternehmen positioniert sich als Partner, der dem US-Militär im „existentiellen Wettbewerb mit China“ helfen könne, indem es tiefere Erkenntnisse aus Daten liefert, bessere autonome Fahrzeuge entwickelt und sogar Chatbots bereitstellt, die militärische Entscheidungsträger im Kampf beraten können. Wang, der sich selbst als „China-Hawk“ bezeichnet, betonte, dass die USA ohne KI aus der Privatwirtschaft ihren technologischen Vorsprung gegenüber China nicht halten könnten. Eine Reise nach China im Jahr 2018, bei der er die dortige KI-Landschaft kennenlernte, verstärkte diese Überzeugung.
Im Januar 2022 erhielt Scale einen Vertrag im Wert von 249 Millionen US-Dollar vom US-Verteidigungsministerium zur Beschleunigung der KI-Fähigkeiten der Regierung.
Im Herbst 2022 plante Scale eine Kooperation mit TikTok, um Einblicke für dessen Werbekunden zu liefern. Trotz Bedenken drängte Wang auf den Abschluss des Geschäfts, da die kommerziellen Möglichkeiten zu verlockend waren. Letztlich wurde die Zusammenarbeit jedoch aus Gründen der nationalen Sicherheit verworfen.
Bis Februar 2024 erzielte Scale fast 80 Millionen US-Dollar aus regierungsbezogenen Verträgen.

## Remotasks
Mit dem Anstieg der Nachfrage nach Datenannotation im Bereich autonomer Fahrzeuge fiel es Scale zunehmend schwer, den Bedarf an Arbeitskräften zu decken. Zunächst wandte sich Wang an Outsourcing-Agenturen, doch die Kosten stiegen rasch an. Während die Bruttomarge Anfang 2018 bei rund 65 % lag, sank sie bis zum vierten Quartal auf 30 %.
2017 gründete Scale Remotasks als interne Outsourcing-Agentur und eröffnete über ein Dutzend Einrichtungen in Südostasien und Afrika, um Tausende Datenannotatoren auszubilden. Remotasks wurde als eigenständige Marke etabliert, um die Vertraulichkeit der Kunden zu gewährleisten. Frühere Mitarbeiter berichten jedoch, dass dies auch dazu diente, Scales Strategie vor Wettbewerbern zu verschleiern und das Unternehmen vor kritischer Betrachtung zu schützen.
Remotasks erwies sich als erfolgreich in der Kostenkontrolle, und bis Mitte 2019 hatten sich die Margen von Scale auf 69 % erholt.
Eine Studie der Universität Oxford aus dem Jahr 2022 stellte fest, dass Remotasks nur zwei von zehn Kriterien für faire Arbeit erfüllte. Die Forscher kritisierten, dass die „Verschleierung“ der Verbindung zu Scale Verwirrung stifte, die die Anfälligkeit der Arbeiter für Ausbeutung erhöhe. Die leitende Forscherin Kelle Howson verglich die Bedingungen bei Remotasks mit denen von Textilarbeitern in denselben Ländern und erklärte, es gebe „nahezu keine Verantwortlichkeit für die Arbeitsbedingungen“.
Im August 2023 veröffentlichte die Washington Post einen Bericht über die Situation von Remotasks-Mitarbeitern auf den Philippinen. Dort wurden extrem niedrige Löhne, verzögerte oder zurückgehaltene Zahlungen und mangelhafte Beschwerdemöglichkeiten für Arbeiter kritisiert. Zahlungen wurden oft ohne Begründung verweigert, und bei abgelehnter Arbeit mussten Aufgaben teilweise ohne oder mit minimaler Entlohnung wiederholt werden.
Remotasks vergütet Arbeitskräfte auf Basis einzelner Aufgaben, ohne dass ein vertragliches Arbeitsverhältnis mit dem Unternehmen besteht. Dies führt dazu, dass den Arbeitern häufig verlässliche Wege fehlen, um Vorgesetzte zu kontaktieren oder Beschwerden zu eskalieren. Ein Mitarbeiter berichtete, dass sein Zugang gesperrt wurde, nachdem er sich bei seinem Vorgesetzten über die Anzahl erledigter, aber nicht bezahlter Aufgaben beschwert hatte.
Im März 2024 wurde bekannt, dass Remotasks seine Dienste in ganzen Ländern ohne Vorwarnung eingestellt hatte. Arbeiter in Kenia, Nigeria und Pakistan hatten plötzlich keinen Zugang mehr zu ihren Konten. In Thailand, Vietnam und Polen stoppte Remotasks die Neuregistrierung. Ein Unternehmenssprecher führte administrative Fehler als Grund für die fehlende Benachrichtigung in Kenia an.